# フローレンス・ヘレナ・マギリヴリー
フローレンス・ヘレナ・マギリヴリー（Florence Helena McGillivray、1864年3月1日 - 1938年5月7日）はカナダの画家である。美術教師も務めた。

## 略歴
オンタリオ州ピカリングで、スコットランド移民の農家に生まれた。1870年に家族とウィットビーに移り、そこで初等教育を受けた。美術の才能を示し、トロントの美術学校（後のオンタリオ州立芸術大学）に進み、クルックシャンク(William Cruikshank)に学び、ファーカー・マギリヴリー・ノウルズ(Farquhar McGillivray Knowles)やルーシャス・リチャード・オブライエン(Lucius Richard O'Brien)らからの個人指導も受けた。
1892年から1905年の間、ピカリングの少年の学校で美術を教え、1906年から1923年の間はウィットビーの女子学校の住み込み美術教師として働いた。1912年にパリに出て、グランド・ショミエール芸術学校でリュシアン・シモンやエミール＝ルネ・メナールに学んだ。パリではラトビア生まれのポスト印象派の画家、 フレデリック・フィービック(Frédéric Fiebig:1885–1953）から影響を受けた 。1913年にパリの展覧会に出展したが、1914年に第一次世界大戦が始まったためカナダに帰国した。
オンタリオ州北部などの風景を描き、作品はカナダ国立美術館やオンタリオ美術館、オンタリオ州のハミルトン美術館などに収蔵されている。

## 作品

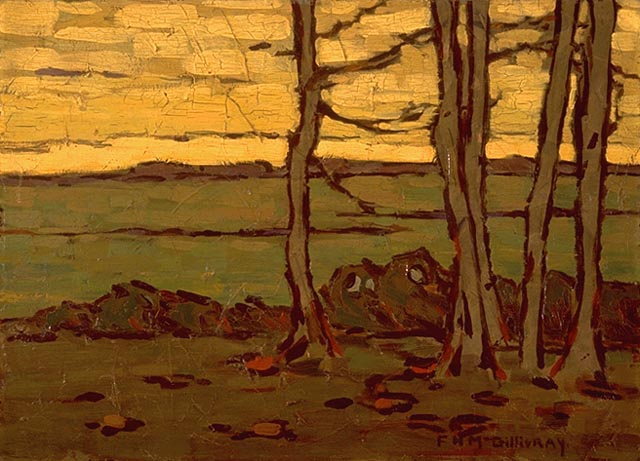
残光 (c.1914) カナダ国立美術館 蔵
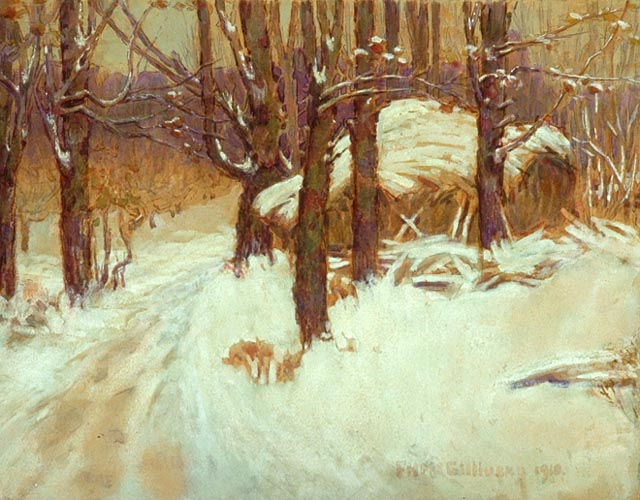
ダンバートンの冬(1918) カナダ国立美術館 蔵
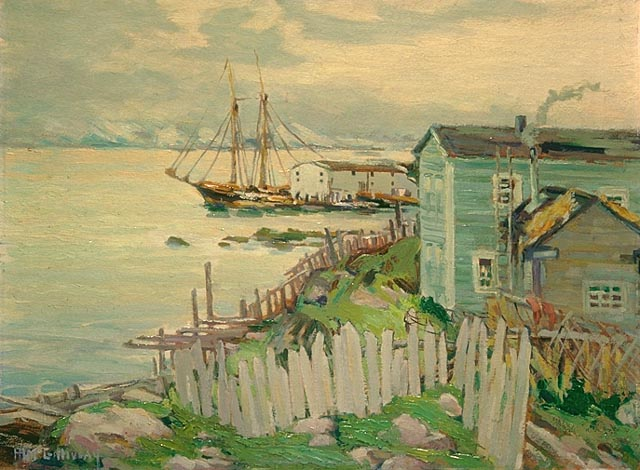
セント・アンソニー港 (1926) カナダ国立美術館 蔵